# Барнслі (футбольний клуб)
Барнслі (англ. Barnsley Football Club) — англійський професійний футбольний клуб з міста Барнслі, що у графстві Південний Йоркшир, Велика Британія. Матчі проводить на стадіоні «Оуквелл», що може вмістити 23009 глядачів.

## Історія
«Барнслі», або «Дворняги», як вони відомі інакше, був заснований в 1887 році. З 1890 року команда виступала у місцевому чемпіонаті, а вже за п'ять років підвищилася до Ліги центральних графств.
У 1898 році клуб вступив в Футбольну лігу, і впродовж десяти років виступав у Другому дивізіоні. Двічі — 1910 і 1912 року — «Барнслі» виходив до фіналу Кубку Англії, вигравши його з другої спроби за результатами перегравання матчу з Вест Бромвіч Альбіон. Більше доля клубу не посміхалася.
Після Першої світової війни та поновлення змагань, федерація ухвалила рішення про розширення Вищого  дивізіону до 22 команд. «Барнслі», що зайняв третє місце у Другому дивізіоні, міг розраховувати на підвищення у класі, однак у результаті закулісних ігор путівку у еліту Футбольної ліги отримав лондонський Арсенал, очолюваний Генрі Норрісом, що пізніше був викритий у корупційному скандалі.
У сезоні 1921/1922 клубу не вистачило одного забитого голу, щоб обійти «Сток Сіті» при рівності очок і вийти у вищий дивізіон Ліги. У 1930-ті - 1950-ті роки «Барнслі» виступав то у третьому, то у другому дивізіоні, згодом — у третьому та четвертому. На початку 90-х клуб закріплюється у другому дивізіоні.
У сезоні 1996/1997 «Барнслі» виходить до Прем'єр-Ліги, але наступного року з неї вилетів. Згодом клуб скотився у найнижчий дивізіон і навіть постало питання про його подальшу долю. Мер міста Пітер Дойл викупив клуб і врятував його від банкрутства. Пізніше клуб був викуплений Патріком Крайном.
2006 року «Барнслі» під керівництвом Енді Рітчі вийшов у Чемпіонат Футбольної Ліги, але досягти значних успіхів тоді не вдалося — команда балансувала на межі вильоту.
У сезоні 2020/21 «Барнслі», маючи наймолодшу команду та один з найменших бюджетів у лізі, посів 5 місце і потрапив у плей-оф чемпіоншипу.

## Трофеї та досягнення
Кубок Англії
Володар: 1912